# Ashleigh Shim
Ashleigh Jerise Shim (* 11. November 1993 in Kingston, Jamaika) ist eine jamaikanische Fußballnationalspielerin und heutige -trainerin mit Wurzeln auf den Cayman Islands.

## Karriere
Shim startete ihre Karriere mit dem in Jacksonville beheimateten Verein Creeks Clash SC. In dieser Zeit spielte sie Basketball und Fußball, für die Fletcher Senators das Athletic Team der Duncan U. Fletcher Middle School in Jacksonville Beach, Florida. Anschließend lief sie von 2007 bis 2009 für die Sandalwood Saints, das Team der Sandalwood High School auf und war dort zwei Spielzeiten lang Mannschaftskapitänin. Nach erfolgreichem High-School-Abschluss entschied sich Shim für ein Studium an der Florida International University, wo sie für die Panthers spielte. Dort wurde sie 2013 in das NCAA All-Conference USA Second Team berufen und 2012 und 2013 mit dem Dr. Paul D. Gallagher Community Service Award sowie 2014 dem Senior CLASS Award ausgezeichnet.
Im Januar 2016 wechselte sie nach Europa und unterschrieb beim deutschen Zweitligisten VfL Sindelfingen und traf in ihrem Debüt am 15. Februar 2016, gleich doppelt. Sie spielte in der Rückrunde der Saison 2015/16 in neun Spielen und erzielte sechs Tore, bevor sie sich im Mai den schwedischen Dam Division 1 Verein FC Djursholm anschloss. Nach nur zwei Monaten, wo sie in vier Spielen zwei Tore erzielen konnte, löste sie ihren Vertrag in Schweden auf und kehrte Ende August 2016 in die USA zurück.

### Nationalmannschaft
Shim durchlief auf Juniorenebene die U-17 der Cayman Islands und spielte 2009 in der CONCACAF-Qualifikation zur U-17-Fußball-Weltmeisterschaft der Frauen 2010, wo sie in fünf Länderspielen fünf Tore erzielen konnte.
Am 16. Juni 2015 wurde sie erstmals in die jamaikanische Fußballnationalmannschaft der Frauen berufen und feierte ihr Debüt am 23. August 2015 bei einem 6:0-Sieg über die Dominikanische Republik. Sie steht im Aufgebot von Jamaika bei der Fußball-Weltmeisterschaft der Frauen 2019 in Frankreich.

## Trainerkarriere
Nach ihrer Rückkehr in die US, gründete sie im August die Fußball-Akademie Trained-2-Go Soccer Academy mit Sitz in Florida und trainierte nebenbei die U-15 Girls des South Kendall Sunblazer Soccer Club’s. Seit Beginn des Jahres 2017 ist sie Trainerin der männlichen U-8 des Pinecrest Premier SC.

## Persönliches
Shim, die als Tochter eines Jamaikaners und einer Mutter aus Jamaika in Kingston geboren wurde, wuchs in den USA auf. In Florida besuchte sie von 2002 bis 2006 die Duncan U. Fletcher Middle School in Jacksonville Beach und anschließend zwischen 2007 und 2011 die Sandalwood High School. Shim studierte 4 Jahre lang Sport und Fitness an der Florida International University und schloss 2015 mit dem Bachelor of Science ab. Seit September 2014 ist Shim, im Besitz der USSF National E Lizenz Trainerlizenz. Ihre Cousine Francesca Chong war ebenfalls Fußballspielerin und spielte u. a. für die Varela Vipers (Felix Varela High School) und die Florida International University.

## Auszeichnungen
- Dr. Paul D. Gallagher Community Service Award: 2012 & 2013[5]
- Senior Class Award: 2014[5]